# Чернин, Велвл
Велвл Черни́н (Влади́мир Ю́рьевич Чернин; идиш וועלוול טשערנין‎ — Вэлвл Чернин; ивр. וֶלוְול טשֶרנין‎; род. 1958, Москва) — поэт на языке идиш, израильский этнограф, переводчик и литературовед, член редколлегии Иерусалимского журнала. Посланник Еврейского агентства в России, Белоруссии и Прибалтике (2003—2007). Исполнительный вице-президент Российского еврейского конгресса (2009—2010).

## Биография
Со стороны отца семья происходила из Сенно, со стороны матери — из Пирятина. Мать, Жанна Аркадьевна (Ароновна) Попилова, — учительница русского языка и литературы, выпускница МГПИ. Отец — Юрий Михайлович (Менделевич) Чернин (1932—1986).
В 1981 году окончил исторический факультет Московского государственного университета (МГУ) со специализацией по этнографии. В 1983 году — Высшие литературные курсы при Литературном институте им. А. М. Горького (группа «идиш»). В 1983—1986 годах — сотрудник редакции московского литературного журнала «Советиш геймланд». В 1986—1989 годах — литературный консультант в театрах Москвы и Киева, строительный рабочий.
С конца 1970-х годов принимал активное участие в неформальной еврейской деятельности. Изучал иврит в нелегальном ульпане, принимал участие в подпольном движении, связанном с репатриацией в Израиль. Был одним из основателей Еврейской историко-этнографической комиссии, впоследствии — Еврейской культурной ассоциации. Автор и редактор целого ряда еврейских «самиздатовских» периодических изданий 1980-х годов, на идише и русском языке. В 1989 году — делегат Первого съезда Ваада СССР.
В начале 1990 года репатриировался в Израиль. Работал в русскоязычной израильской прессе. С 1998 года — преподаватель еврейской (идиш) литературы в Университете имени Бен-Гуриона (Беэр-Шева) и Университете имени Бар-Илана (Рамат-Ган). Защитил докторскую диссертацию по теме «Элементы этнической идентификации в еврейской советской литературе 60-х — 80-х гг.» (Бар-Илан, 1999).
В 2003—2007 годах — центральный посланник программы «Еврейское самосознание» отдела образования Еврейского агентства в России, Белоруссии и Прибалтике. Одновременно преподавал язык и литературу идиш на кафедре иудаики МГУ. После возвращения в Израиль был директором программ для еврейской молодежи Германии Еврейского агентства и преподавателем Еврейского университета в Иерусалиме. В мае 2009 года избран исполнительным вице-президентом Российского еврейского конгресса. После возвращения на Ближний Восток работает в Ариэльском университете.
Житель поселения Кфар-Эльдад на Западном берегу реки Иордан. Женат, имеет семерых детей. Старший сын — израильский археолог и востоковед Михаэль Чернин (род. 1979), автор книги «Арабское население Израиля и палестинских территорий: происхождение, клановая и конфессиональная структура» (Иерусалим — Москва, 2016).

## Литературная деятельность
В качестве поэта дебютировал в 1983 году в журнале «Советиш геймланд». Основной язык творчества — идиш. Публиковался в литературной периодике СССР, Израиля, США, Великобритании, Франции и других стран. Член Союза израильских писателей и журналистов, пишущих на идише. Лауреат литературной премии им. Давида Гофштейна за 1996 год.
Велвл Чернин — автор десяти поэтических сборников на идише и одного на иврите. Стихи Чернина издавались в переводах на русский, английский, французский, немецкий и украинский языки. По большей части еврейской поэзии посвящена его книга эссе «Ноэнт цу мир» («Близко ко мне», Тель-Авив, 2017). Пишет также на идише фантастические рассказы, издававшиеся в переводах на русский и иврит. Издал сборник рассказов «Йидише фактазиес» («Еврейские фактазии», Лунд, 2021). Позднее этот сбоник вышел в переводе на русский язык (С.-Петербург, 2022). Составил "Лексикон современной литературы на идише" (Тель-Авив, 2025). Перевёл на русский язык ряд произведений еврейской прозы, в том числе пьесы Аврома Гольдфадена и Шолом-Алейхема, романы и рассказы Ицика Мангера, Исроэла-Иешуа Зингера, Исаака Башевиса-Зингера, Хаима Граде, Залмана Шнеура, Офры Альягон и Михоэла Фельзенбаума. Составитель и соредактор «Антології Єврейскої поезії. Українськi переклади з їдишу» (Киев, 2007). Один из составителей и редакторов двуязычной (идиш — иврит) антологии «Я буду петь громче страха. Сто лет поэзии на идише», выпущенной израильским альманахом «Машив га-руах» (т. 56, 2016). Перевёл на иврит «Слово о полку Игореве» (Хеврон, 2000). Автор текстов и литературных обработок для ряда театральных постановок в России, на Украине и в Израиле.

## Научная деятельность
В конце 1970-х — начале 1980-х гг. работал в качестве полевого этнографа. Опубликовал ряд статей по этнографии и этнолингвистике неашкеназских групп евреев, прежде всего крымчаков. В Израиле работает в сфере этносоциологии постсоветского еврейства и истории еврейской литературы. Автор книг:
- «Identity, Assimilation and Revival: Ethno-Social Processes among the Jewish Population of the Former Soviet Union» (в соавторстве с Зеевом Ханиным, Bar-Ilan University, 2007);
- «Ближневосточный фронтир. Израильское поселенчество: история и современность» (Иерусалим — Москва, 2010);
- «Вірю, що я не пасинок: Українські літератори єврейського похождення» (Львов, 2016);
- (в соавторстве с В.Ханиным и А.Романюком) «Держава Ізраїль: політика і суспільство» (Львов, 2017).
- Из крымских тетрадей. Очерки полевых исследований субэтнических групп евреев Крымского полуострова, Тель-Авивский Университет, 2020.
- (в соавторстве с Зеевом Ханиным) Еврейская идентичность в бывшем СССР: состояние и вызовы, Тель-Авивский Университет, 2020.

## Стихотворные сборники
- בין-השׁמשות (бейн-hашмошес — вечер). Тель-Авив, 1997.
- דער וועלפֿישער ניגון (дэр вэлфишер нигн — волчий напев). Тель-Авив, 2001.
- אלבּא דידי («алибэ диди» — по моему мнению), Тель-Авив, 2004.
- אויסדערוויילטע לידער (ойсдэрвэйлтэ лидэр — избранные стихи, двуязычное издание на идише и в переводах на русский язык Валерия Слуцкого). Кдумим, 2005.
- תּרשׁישׁ («таршиш» — Фарсис), Москва, 2007.
- מוסף («мусаф» — стихотворения на иврите и авторские переводы с идиша на иврит). Москва, 2007.
- שלאָס-סמ"ך («шлос-самех»), Москва, 2010.
- אַרבע-כּנפֿות, («арбэ-канфес»), Тель-Авив, 2015.
- Верлібри (авторские переводы с идиша и иврита на украинский). Львів, 2016.
- בײַם ראַנד פֿון שטורעם («бам ранд фун штурем» — на грани бури), Тель-Авив, 2019.
- Маска на маске, Биробиджан, 2020.
- תּיקון («Тикун» — краткая антология поэзии, написанной евреями на нееврейских языках, в переводе на идиш), Биробиджан, 2021.
- וועגן («Вегн» — дороги), Биробиджан, 2021.
- צען מאָל חי ("Цен мол хай" - Десять раз по восемнадцать), Мальме, 2024.